# Chambre 212
Chambre 212 (bra: Quarto 212) é um filme de 2019 escrito e dirigido por Christophe Honoré sobre Maria, uma mulher que decide ir para o hotel do outro lado da rua de sua casa para aproveitar sua vida após terminar um casamento de 20 anos. Foi exibido na seção Un Certain Regard do Festival de Cannes 2019, onde Mastroianni ganhou o prêmio de Melhor Performance. No Brasil, foi apresentado pela Imovision no Festival do Rio 2020.

## Elenco
- Chiara Mastroianni - Maria Mortemart
- Vincent Lacoste - Richard Warrimer aos 20 anos
- Benjamin Biolay - Richard Warrimer aos 40 anos
- Camille Cottin - Irène Haffner aos 40 anos
- Carole Bouquet - Irène Haffner aos 60 anos
- Marie-Christine Adam - mãe de Maria

## Recepção
No agregador de críticas Rotten Tomatoes, que categoriza as opiniões apenas como positivas ou negativas, o filme tem um índice de aprovação de 65% calculado com base em 31 comentários dos críticos que é seguido do consenso: "Não é tão excepcional quanto a noite titular, mas On a Magical Night oferece capricho gaulês suficiente para satisfazer o público com vontade de um pouco de romance." Já no agregador Metacritic, com base em 12 opiniões de críticos que escrevem para a imprensa tradicional, o filme tem uma média ponderada de 53 entre 100, com a indicação de "críticas mistas ou neutras."
Stephen Dalton, do The Hollywood Reporter, chamou o filme de "alegre e brilhante, com a aparência estilizada de uma peça de teatro". Owen Gleiberman da Variety disse que "aos 90 minutos, o filme parece interminável e temos muito tempo para notar que os dois atores que interpretam Richard parecem duas pessoas totalmente diferentes e que o filme tem buracos em sua lógica de fantasia que você poderia conduzir um caminhão."